# 當河 (安大略省)
當河，又譯唐河，是加拿大安大略省南部的一條河流，流經多倫多、萬錦、旺市、列治文山，穿多倫多市中心後於多倫多港注入安大略湖，源頭在橡樹嶺冰磧，總長約38公里。河口曾經位於上加拿大約克鎮（即後來演變為的多倫多市）路網盡頭的東邊，經過一系列填湖起港之後變由基廷運河流出。當河與坎巴河、紅河同為多倫多最主要的河流之一。
當河由東、西當河兩條主要支流組成，在安大略湖以北約7（4英里）處匯合，向南流入湖中。匯合處以下游的區域稱為「下當河」，以上游的區域稱為「上當河」。當河更小的其他支流還包括德民坊溪、伯克溪、銀溪（Silver Creek）、泰勒溪（Taylor Creek）、士嘉堡溪（Scarboro Creek）和泰勒-梅西溪等，其中泰勒-梅西溪亦是在東、西當河匯合處匯入。當河流域由多倫多及地區保護局（TRCA）負責管理。

## 名稱
「當河」這個名字為上加拿大省督約翰·格雷夫斯·閃高所取，因寬闊的河谷令他想起英國約克郡的當河。

### 腳註
1. ↑  明報加東版. . www.mingpaocanada.com.   [2023-08-05].
2. ↑  Sauriol 1981，第71頁.
3. ↑  ODPD 1950，第Part IV, 1頁.

### 書目
- Leigh Bonnell, Jennifer. . thesis, University of Toronto. 2010.
- Brown, Ron. . Polar Bear Press. 1997. ISBN 1896757022.
- Ontario Department of Planning and Development. . Toronto, Ontario. 1950.
- Sauriol, Charles (1981) Remembering the Don: A Rare Record of Earlier Times Within the Don River Valley. Consolidated Amethyst Communications. ISBN 0-920474-22-5ISBN 0-920474-22-5
- Sauriol, Charles (1984) Tales of the Don. Natural Heritage/Natural History. ISBN 0-920474-30-6ISBN 0-920474-30-6
- Sauriol, Charles. . Hemlock Press. 1992. ISBN 0-929066-10-3.
- Scadding, Henry. . Adam, Stevenson & Co. 1873.

## 延伸閱讀
- Bonnell, Jennifer L. . 多倫多大學出版社. 2014年.

## 外部連結
政府機構
- 多倫多及地區保護局：當河流域（页面存档备份，存于）（英語）
- 加拿大環境部（多倫多補救行動計畫）五大湖特寫：恢復當河 （英語）
- 恢復當河特遣隊 （英語）

民間組織
- 丟失河漫步：當河下游（页面存档备份，存于）（英語）
- 東當河之友（页面存档备份，存于）（英語）
- 托德摩登妙斯野花保護區（页面存档备份，存于）（英語）

其他
- 當河流域再生 （英語）